# Treinvervoer in Nederland

Het Nederlandse spoorwegnet voor personenvervoer

Vervoer per trein in Nederland kan worden onderscheiden in openbaar personenvervoer (zie ook Openbaar vervoer in Nederland), goederenvervoer en besloten personenvervoer.
In Nederland worden de meeste treinen gebruikt voor het openbaar vervoer. In 2002 legden treinreizigers in Nederland gezamenlijk 15,5 miljard kilometer af.

## Railinfrastructuur
ProRail beheert het Nederlandse hoofdspoorwegnet in opdracht van de minister van Infrastructuur. In 2003 was het spoorwegnet 2811 kilometer lang. 924 kilometer was enkelsporig en 2064 kilometer was geëlektrificeerd. Het hele spoornet (dus dubbelspoor tweemaal geteld) was 6550 kilometer lang. In december 2017 telde het hele netwerk 400 stations.

## Openbaar personenvervoer

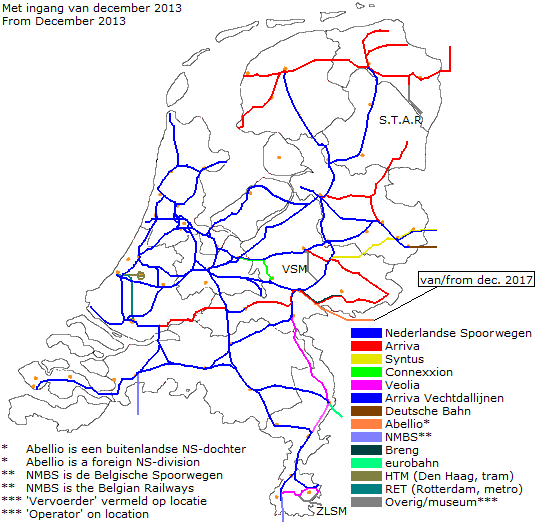
Verdeling van de concessies op het Nederlandse spoorwegnet.

Het openbaar personenvervoer per spoor kan worden onderverdeeld in het hoofdrailnet en de gedecentraliseerde treindiensten.
Na de verzelfstandiging van de Nederlandse Spoorwegen in 1995 is het spoorwegnet opgedeeld in een rendabel netwerk en een 30-tal onrendabele lijnen. De NS heeft het exclusieve recht gekregen om personenvervoer op dit netwerk (hoofdrailnet of kernnet) te mogen exploiteren. De onrendabele lijnen worden met behulp van subsidie geëxploiteerd in opdracht van het Ministerie van Verkeer en Waterstaat (contractsectortreindiensten) of zijn gedecentraliseerd en worden met behulp van subsidie geëxploiteerd in opdracht van een provincie of stedelijke regio (gedecentraliseerde treindiensten).
Bij vier grenstrajecten rijden buitenlandse spoormaatschappijen onder de exploitatievergunning van NS. Dit zijn:
- Roosendaal België: NMBS
- Maastricht België: NMBS

Voor de internationale verbindingen zijn er geen beperkingen en bestaat er een vrije markt volgens de Europese regels. Wel moeten de spoormaatschappijen een exploitatie- en veiligheidgoedkeuring hebben van de Nederlandse spoorwegbeheerder (ProRail) en mogen ze de binnenlandse monopoliepositie van NS op het hoofdnet niet aantasten.
De lijn Enschede - Gronau behoort tot het Duitse spoornet in de regio NRW. De internationale verbinding Groningen - Leer wordt geëxploiteerd door Arriva. Arriva verkoopt echter geen internationale vervoerbewijzen voor bestemmingen verder dan Leer. Deze kunnen alleen bij NS gekocht worden.

### Dienstregeling
Nederland heeft sinds de invoering van Spoorslag '70 een zogenaamde knooppuntdienstregeling. Dit houdt in er dat op een groot aantal knooppunten goede aansluitingen tussen de verschillende treindiensten bestaan, waardoor de reiziger ook bij reizen met een overstap een relatief gunstige reistijd heeft.
De dienstregeling is kwetsbaar voor verstoringen ten gevolge van regen, sneeuw of wind. Als dergelijke weersomstandigheden worden verwacht, wordt gereden volgens een aangepaste dienstregeling.
Op het gehele net behalve enkele lijnen (zie nachtnet) is er een nachtstop. Op zaterdagmorgen beginnen de treinen later te rijden dan doordeweeks, op zondagmorgen nog later.

### Treindienstsoorten

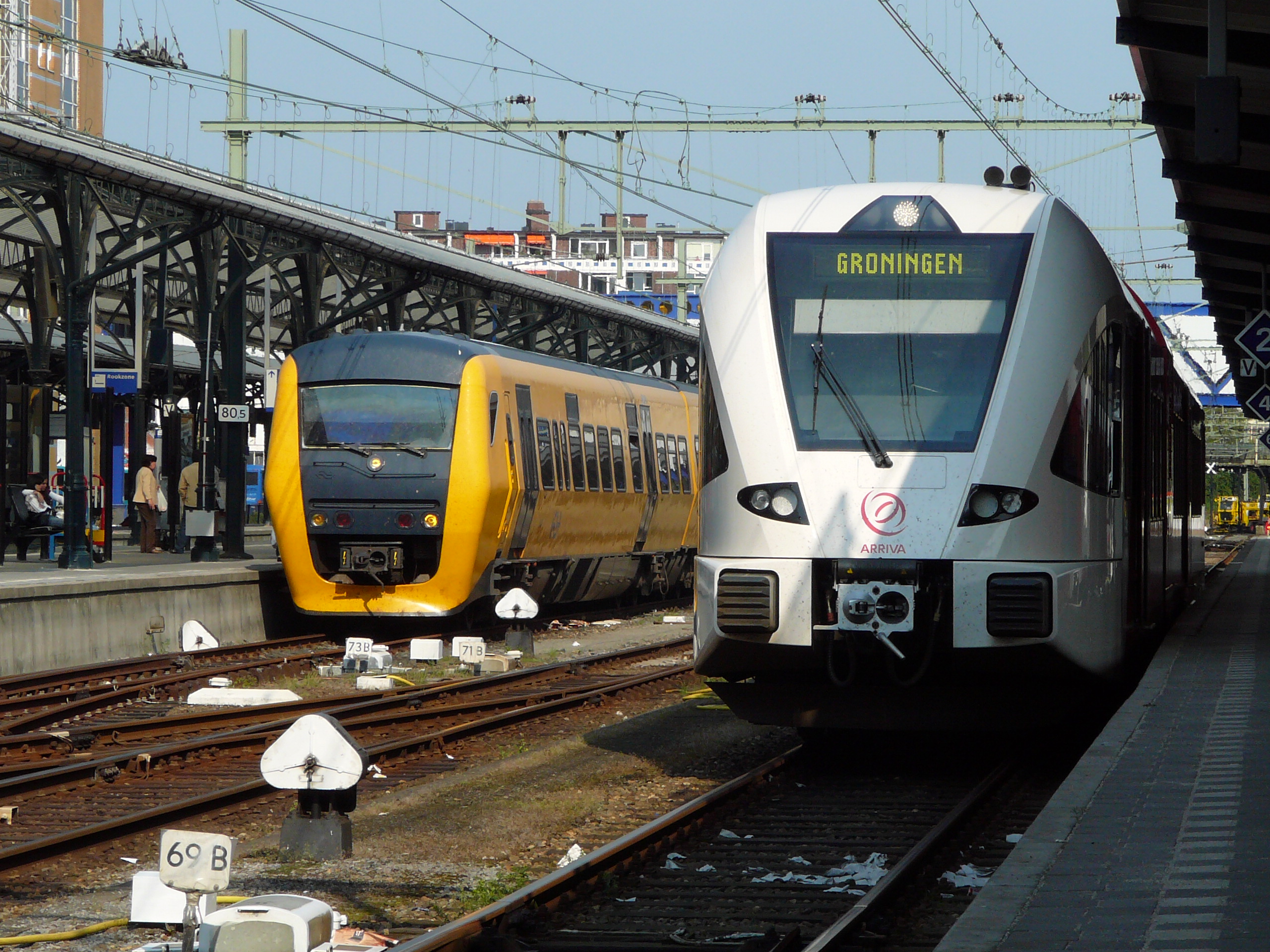
Twee stoptreinen op station Groningen. De linker trein is van NS, de rechter van Arriva.

Treindienstsoorten met tussen haakjes de korte aanduiding in het spoorboekje:
- De Thalys (THA), InterCityExpress (ICE), Eurostar (EUR), EuroNight (EN) en CityNightLine (CNL) zijn internationale lange-afstandstreinen, die in Nederland op een beperkt aantal stations stoppen.
- Intercity direct (ICd) rijdt alleen op de hogesnelheidslijn (tussen Breda en Schiphol) en het aansluitend traject Schiphol en Amsterdam Centraal, en wordt geëxploiteerd door NS.
- Intercity (IC), komt voor op het hoofdrailnet, om treinen aan te geven die niet op elk station stoppen; een Intercity stopt soms wel op een deel van het traject op elk station, onder meer ten noorden van Alkmaar en op de trajecten Hoorn - Enkhuizen en Roosendaal - Vlissingen. Voor Intercity's worden meestal treinen ingezet die een groter comfort bieden dan Sprinters.
- Sneltrein (S), komt voor op enkele gedecentraliseerde spoorlijnen, om treinen aan te geven die niet op elk station stoppen.
- Sprinter (SP), NS-trein die in principe op alle stations stopt.
- Stoptrein (restgroep zonder symbool), niet-NS-trein die in principe op alle stations stopt. Voor deze treinsoort wordt divers materieel ingezet, deels met toilet.

De treinsoort wordt bij de meeste vormen van dienstregelinginformatie over treinen in Nederland vermeld en is ook bij stationsafhankelijke dienstregelinginformatie niet stationsafhankelijk. De aanduiding Intercity/Sneltrein/Sprinter/stoptrein wordt dus zelfs vermeld als dit geen aanvullende informatie geeft over waar gestopt wordt, bijvoorbeeld omdat alle resterende stations Intercitystations zijn, omdat er nog maar één station volgt, of omdat erbij vermeld is dat de trein op alle stations stopt.
Voor de bepaling van de gebruiksvergoeding voor het stoppen bij een station hanteert ProRail naast een indeling in stationsklassen ook treinhalteringscodes op basis van het percentage bediende stations, gerekend over het hele traject van een treinnummer: A bij meer dan 85%, B bij 50 tot 85%, C bij minder dan 50%. Hoe vaker de trein stopt hoe lager de vergoeding per stop. Deze indeling en de tarieven worden uiteengezet in de netverklaring.

## Goederenvervoer en besloten reizigersvervoer
Het Nederlandse spoorwegnet staat open voor alle spoorwegondernemingen die een veiligheidsattest hebben van de Inspectie Leefomgeving en Transport (ILT) . Enkele goederenvervoerders zijn:
- DB Cargo (voorheen DB Schenker Rail en Railion)
- Lineas (voorheen B Logistics[1])
- Captrain (voorheen SNCF FRET Benelux)
- Rotterdam Rail Feeding

De trein wordt soms gebruikt voor besloten reizigersvervoer. Een voorbeeld hiervan was Herik Rail, een spooronderneming die treinen verhuurde voor feesten. De NESM is ook korte tijd actief geweest in het besloten reizigersvervoer.

## Veiligheid
Betrokken bij de veiligheid zijn onder meer ProRail, de vervoerders, de Inspectie Leefomgeving en Transport en de Onderzoeksraad Voor Veiligheid.